# أشلي مايلز
أشلي مايلز (بالإنجليزية: Ashley Miles)‏ هي لاعبة جمباز فني أمريكية، ولدت في 3 مارس 1985.